# Amata luteifascia
Amata luteifascia là một loài bướm đêm thuộc phân họ Arctiinae, họ Erebidae.